# Der Seeleningenieur
Der Seeleningenieur. Amüsantes zu den alten Themen des Lebens – Frauen, Schicksal, Träume, Arbeiterklasse, Spitzel, Liebe und Tod ist ein Roman von Josef Škvorecký, der 1977 im tschechischen Exil-Verlag Sixty-Eight Publishers in Toronto unter dem Titel Příběh inženýra lidských duší erschien und den der Deuticke Verlag 1998 in deutscher Übersetzung herausbrachte. Der Roman schildert die Schicksale von Menschen in der Tschechoslowakei  von den Jahren des Protektorats mit Schwerpunkt ab 1943 bis in die 1970er Jahre unter kommunistischer Herrschaft und – parallel dazu – nach dem Prager Frühling im kanadischen Exil, in dem der Erzähler Zuflucht gefunden hat und das den Erzählrahmen abgibt.

## Inhalt
Der Titel bezieht sich in ironischer Brechung auf eine Forderung Josef Stalins von 1932, dass es in Analogie zu Bauingenieuren Aufgabe des Schriftstellers beim Aufbau des Sozialismus sei, dafür geeignete menschliche Seelen zu produzieren: „Und deshalb erhebe ich mein Glas auf euch, Schriftsteller, auf die Ingenieure der Seele.“ Der umfangreiche Roman von 764 Seiten umfasst sieben in zwei Büchern untergliederte Kapitel, von denen jedes als Überschrift den Namen eines angloamerikanischen Schriftstellers trägt und nur mit dem polnischstämmigen englischen Schriftsteller Joseph Conrad eine Ausnahme gemacht ist. Die Unterteilung in zwei Bücher hat auf Struktur und Fortgang des Erzählens keine Auswirkung und stellt nur eine Pause dar.
Die Handlung spielt in allen Kapiteln jeweils auf drei Ebenen: Der Erzähler Daniel Smiřický, der auch im Zentrum des Geschehens von Eine prima Saison und Feiglinge steht, ist wie der Autor nach 1968 ins kanadische Exil gegangen, wo er an der Universität von Toronto als Professor für Literatur wirkt; er ist Junggeselle, über fünfzig Jahre alt und Schriftsteller (Ebene 1).
Seine Erinnerungen und Begegnungen mit Gestalten der Emigrantenszene, aber auch sein Umgang mit Literatur, die er jungen Leuten vermitteln muss, führen ihn in Gedanken immer wieder in die verlassene Heimat zurück (Ebene 2). Eine dritte Ebene wird von Briefen gebildet, die der Erzähler im Laufe seines Lebens von Freunden erhalten hat.

### Kanadisches Exil
Smiřický erzählt aus seinem Leben während eines Wintersemesters an der „Edenvale“ genannten Universität von Toronto. Es ist in der Tschechoslowakei die Zeit der Charta 77, über die ein verunglimpfender Artikel in der Parteizeitung Rudé právo (dt. „Rotes Recht“) unter den Emigranten
kursiert (S. 710). Gleich zu Anfang betont er, dass es ihm in Kanada gut gehe, jedoch mit der Einschränkung „beängstigend gut in dieser Einöde“ (S. 10). Immer wieder kommt ihm das Leben herrlich vor, denn er hat alles überlebt, ohne Schaden davongetragen zu haben. Jetzt lebt er in einem Land, wo er, wenn er vorsichtig fährt, sogar ohne Strafzettel davonkommen wird (S. 46). Das hält er durch bis zum Schluss, wenn er schließlich auch nur noch vom wunderschönen Schein des Lebens spricht (S. 617). Denn wiederholt sieht er vom Fenster aus auf der Ebene den „allgegenwärtigen Raben von Edenvale“ umherstolzieren, dessen „Nevermore“ oder „Nimmermehr“ aus den Seminarstunden aus Kapitel 1 über Edgar Allan Poe und sein Gedicht Der Rabe fortan bis in den Frühling in allen dort erblickten Raben Gestalt annimmt (S. 171, 176, 235, 321 [in Kostelec], 363 [ebendort], 645, 682).
Sein Leben spielt sich ab zwischen Universität, Ausflügen mit den Studenten seines Literaturseminars, denen er als „Präriekindern“ alle Freiheiten lässt (S. 174), der Pflege seiner Liebesbeziehung mit der ebenfalls mit ihrem Mann ins Exil gegangenen Margitka und Treffen mit der umfangreichen tschechischen Emigrantengemeinde in ihrem Stammrestaurant in Toronto. Es gibt dort bereits verschiedene Generationen von Emigranten: solche, die während des Protektorats vor dem Krieg das Land verließen, andere, die sich nach der kommunistischen Machtergreifung 1948 absetzten, und die Letzten, die nach dem Scheitern des „Prager Frühlings“ ins Ausland gingen. Die durchweg antikommunistisch eingestellten Wortführer spielen mit dem Gedanken, aus den wehrfähigen Emigranten eine Nationale Befreiungsarmee des tschechoslowakischen Volkes zusammenzustellen, die in einer Luftlandeaktion in die Tschechoslowakei eindringen soll (S. 326 ff.). Gleichzeitig ist immer davon auszugehen, dass Spitzel überall alles beobachten und einzelne Exilanten bedrohen. Immer wieder muss Smiřický damit rechnen, dass er über seine Kontakte zu in der  ČSSR gebliebenen Schriftstellern ausgehorcht wird: zum Beispiel zu Ludvík Vaculík, Václav Havel oder Bohumil Hrabal (S. 58). Oder dass er selbst dazu bewegt werden soll, wieder in der Tschechoslowakei zu publizieren oder gar aus der Tschechoslowakei angeblich herausgeschmuggeltes rechtsradikales, antisemitisches Schrifttum in den Exilverlag zum Drucken weiterzuleiten (S. 507–523).
Er selbst bezeichnet sich, wenn er an seine Literaturseminare und seinen Umgang mit den Studenten denkt, eher als einen Prediger als einen Lehrer. Ein arabischstämmiger US-Amerikaner, der wegen seiner Fahnenflucht vor dem Vietnamkrieg in Kanada lebt und sich ganz von marxistisch-leninistischer Indoktrination durchdrungen zeigt, erweist sich gegenüber seinem undoktrinären, „bourgeoisen“ Standpunkt als der Schwierigste und Aufsässigste unter seinen Studenten – für den Literaturprofessor ein zu Gewaltlösungen neigender, aber noch „unschuldiger Sozialist“ (S. 680) –, verfolgt aber aufmerksam bis zum Schluss als Dritter mit den am Ende des Semesters übrig gebliebenen zwei Studentinnen den Kurs.
In den Semesterferien zu Beginn des Frühlings unternimmt Smiřický eine gegenüber den Eltern als Lesewoche in den Rocky Mountains getarnte Reise mit seiner eifrigsten und aufmerksamsten Studentin Irene Svensson nach Paris. Sie ist eine Tochter aus reichem Hause, die, nachdem sie ihn zuvor auf dem heruntergelassenen Vordersitz ihres Cadillac verführt hat, seine Geliebte geworden ist und in Paris davon spricht, ihn, der ihr Vater sein könnte, zu heiraten.

### Erinnerungen an das Leben in der Tschechoslowakei
Der Erzähler nennt sich einen „lebenden Stream of consciousness“ (S. 387), für den „die Assoziation das Wesen aller Dinge ist“, denn sie ist für ihn allmächtig und allgegenwärtig (S. 143). Angesichts des flachen Landes um die Universität oder um den Ontariosee und der Skyline von Toronto fühlt sich der Erzähler in seinen Seminaren, wenn er aus dem Fenster sieht, leicht nach Prag versetzt. Er flüchtet vor den Pflichten, für die er bezahlt wird, „zu den opulenten Erinnerungen“, für die er lebt (S. 231). Denn hört er seinen Studenten bei ihren Referaten über die von ihnen untersuchten Romane zu und wird er sich bewusst, dass das Gelesene bei ihnen an der Wahrnehmungsoberfläche bleibt und sie kaum in ihrer eigenen Lebenswirklichkeit und ihren Seelenzuständen berührt, wird er sich sowohl seines Alters bewusst wie auch seines Erfahrungsreichtums, den er in seinem Leben in der Tschechoslowakei gesammelt hat und der ihm die Aura eines Mannes verleiht, „der in Polizeidiktaturen lebte und während des Krieges im Widerstand tätig war“ (S. 20).
Kern seiner Erinnerungen ist sein „Totaleinsatz“ zur Zwangsarbeit in den Kostelecer Messerschmitt-Werken während der letzten beiden Kriegsjahre. Nach dem Vorbild seines Freundes Přema, eines glühenden jugendlichen Patrioten mit Masaryk-Mütze auf dem Kopf, der in Kostelec ein Benzinlager der deutschen Besatzungstruppen in die Luft gesprengt hat, möchte er einen Sabotageakt bei der Herstellung wichtiger Teile für die Messerschmitt Bf 109 begehen, so dass das Bordwaffensystem des Flugzeugs lahmgelegt wird. Damit möchte er auch seiner Arbeitskollegin Nadja imponieren, die sich an der Ausschussherstellung beteiligt. Er wird aber entdeckt, und zwar vom tschechischen Meister, der ihn jedoch nicht meldet, sondern den Schaden wieder gutzumachen versucht. Ohne dass der junge Smiřický durchschaut, was vorgeht, bekommt er mit, dass der deutsche Betriebsleiter auch nichts gegen ihn unternimmt. Erst nach dem Krieg erfährt er, dass sowohl sein Meister wie der deutsche Betriebsleiter für die Amerikaner gearbeitet haben. Beide kommen nach dem Krieg zu Tode, der eine als vermeintlicher Kollaborateur in Polizeigewahrsam, der andere wird im kommunistischen Regime als Westspion hingerichtet.
Wichtiger als alles andere, auch seine – schließlich überflüssige – Todesangst, von der Gestapo verhaftet zu werden, ist ihm sein Umgang mit Nadja. Sie ist verlobt, aber über den Arbeitsplatz in der Fabrik täglich so lange mit Danny (d. i. der Erzähler) zusammen, dass sie einander zu lieben beginnen. Sie kommt aus ganz armen Verhältnissen von außerhalb, ist ganz mager und immer hungrig und trägt viel zu schwere Kleidung. Danny nimmt sie mit nach Hause, wo sie viel zu essen und zu trinken bekommt. Es faszinieren ihn ihre glühenden, dunklen Augen und ihr großer, breiter Mund. Schließlich bricht aber Tuberkulose bei ihr aus, so dass sie kurz nach dem Kriege stirbt.
In der Übergangszeit bis zur Übernahme der politischen Macht durch die Kommunisten 1948 ist der Erzähler in Prag auf der Universität, sympathisiert sogar in seiner Fakultät mit dem Marxismus, bei einem Besuch in Kostelec ist er aber seinem Freund Přema auf dessen Bitte hin bei einer Aktion gegen die russischen Besatzer behilflich. Dort muss er zusehen, wie sein Vater als stadtbekannter tschechischer Patriot verhaftet und abgeführt wird.

### Briefe von Jugendfreunden
Der Roman beginnt und endet mit einem Brief von Lojza an seinen Freund „Dan“. Er ist Arbeiter und Bauer. Sein erster Brief kommt aus Karlsbad, wo er wegen Schatten auf der Lunge zur Kur ist. Er fühlt sich dem Reichsprotektor Reinhard Heydrich zu Dank verpflichtet, weil dieser Arbeiter in einen Ort lässt, wo sich sonst nur Reiche aufhalten. Ins Deutsche Reich wird er zum Einsatz als Fremdarbeiter geholt, wodurch er sich nicht in eine Zwangslage versetzt fühlt. Seine anfangs sehr hilflosen Briefe werden immer länger und zeigen, wie er sich auch unter kommunistischer Herrschaft so anpassen und fortbilden konnte, dass er sein Leben und das seiner Familie als ein gelungenes ansieht, wenn ihn auch die Übernahme seines Landwirtschaftsbetriebes, in den er eingeheiratet hat, in die Jednotné zemědělské družstvo (tschechoslowakische Abart der Landwirtschaftlichen Produktionsgenossenschaft) zunächst nicht überzeugt hat.
Ein weiterer Freund, Jan, schreibt ihm Briefe über seine Arbeit als Schriftsteller und Dichter in der Tschechoslowakei. Mit seinen Bemühungen um Aufrichtigkeit gerät er in laufende Auseinandersetzungen über die Forderungen des sozialistischen Realismus, obwohl er sich im Dienst des Sozialismus als einer gerechten Sache stehen sieht. Schließlich wird er verhaftet, als er dem Kulturattaché der kanadischen Botschaft das Manuskript eines verstorbenen Lyrikers zum Druck in Toronto übergibt. Aus dem Brief eines anderen Freundes erfährt der Erzähler, dass Jan einen Schlaganfall erlitt und seine Frau von Polizisten an den Haaren über das Pflaster gezogen wurde.
Vratislav, kurz Vrát’a, der genau wie der Erzähler aus Kostelec stammt und ihn über alle dortigen Vorkommnisse am ausführlichsten auf dem Laufenden hält, tritt 1948 in die kommunistische Partei ein und versucht als Arbeiterschriftsteller zum Aufbau des Sozialismus beizutragen. Zur
Belehrung und besseren Orientierung wird er zur Arbeit ins Kohlebergwerk von Kladno abgeordnet. Er bezeichnet sich als Dramatiker, beschreibt seine zunehmenden Schwierigkeiten mit den Funktionären und dem amtlichen Kommunismus und apostrophiert angesichts der von ihm eingegangenen Risiken den ins Exil gegangenen Erzähler scherzend als „feinen Pinkel hinter dem weiten Ozean“ (S. 682). Er selbst emigriert schließlich in die Bundesrepublik Deutschland, tritt in den Verband deutscher Schriftsteller ein, hat aber Probleme, sich an die über Marktforschung gesteuerten Vorgaben für das Abfassen von Drehbüchern anzupassen. Seinen letzten Brief schreibt er aus einer Klinik, in die er eines Herzinfarktes halber eingeliefert wurde.
Ein weiterer Briefschreiber ist Daniels draufgängerischer Jugendfreund Přema, dessen Lebensweg nach der Flucht aus der Tschechoslowakei über die Fremdenlegion nach Australien führt, dann zu seiner alten Mutter zurück in die Tschechoslowakei, an deren Lebensverhältnisse und Auflagen er sich jedoch nicht mehr anpassen kann, so dass er wieder nach Australien zurückkehrt. Dort kommt er in einer Katastrophe ums Leben, so dass der Erzähler einen an ihn adressierten Brief zurückerhält.
Reba oder Rebina, die sich später auch Rebekka nennt, ist die einzige weibliche Briefschreiberin. Sie stammt aus einem jüdischen Zweig der Familie von Daniels Vater und spielte als Mädchen mit dem Erzähler. Sie wird in ein Konzentrationslager deportiert, verliert alle Verwandten, überlebt aber das „Auschwitzgrauen“ (S. 613) und bekommt unmittelbar nach ihrer Rückkehr einen Sohn. Mit ihm, dessen Vater verschollen ist, wandert sie nach Israel in einen Kibbuz aus. Ihr Sohn heiratet, zieht 1973 in den Jom-Kippur-Krieg und kommt danach mit seiner Frau in einem Café bei einem Selbstmordattentat ums Leben. In Israel wird sie sich nicht mehr beheimatet fühlen können, schreibt von Kostelec als ihrem Zuhause und wünscht sich am ehesten, „auch durch den Schornstein geflogen“ zu sein. Daniel möge ihr, falls er noch lebe, schreiben, weil sie außer ihm niemanden mehr habe.

## Rezeption
Der Literaturwissenschaftler Jiří Holý schreibt, dass im tschechischen antikommunistischen Exil viele enttäuscht von Škvoreckýs aus der „sozialistischen Literatur“ ausscherenden Prosa gewesen seien. Wie im kommunistischen Regime wurde ihm „Pornographie“ und „Vulgarität“ vorgeworfen. Seine auf Umgangstschechisch und Slang basierende Sprache und der angeblich apolitische Charakter der Texte seien auf Kritik und Ablehnung gestoßen.
Inzwischen wurde er für den Seeleningenieur und den durch ihn vermittelten Lesegenuss am 6. Dezember 2009 in Polen mit dem Mitteleuropäischen Literaturpreis Angelus ausgezeichnet.
In einer österreichischen Kritik des Literaturwissenschaftlers Walter Straub von 1999 wurde dem Autor vorgeworfen, den Stil großer Romanciers mit seiner Aufteilung des Romans in zwei „Bücher“ imitiert zu haben, was er in den Überschriften mit den Namen seiner „literarischen Hausgötter (und Unterrichtsgegenstände), von Poe über Twain bis Lovecraft“ noch unterstrichen habe. Er findet vor allem die Passagen des kanadischen Exils oft langatmig, sieht im Erzähler den Hang zum Professoralen und in der dahinplätschernden Ironie, die sich keine Atempause gönne, Saturiertes.
Sigrid Löffler unterstrich hingegen in Die Zeit: „Nur in der Literatur lassen sich all diese politischen Verstrickungen und Desillusionierungen aus zwei Diktaturen aufheben mitsamt der zugehörigen Fauna von Fanatikern, Spitzeln und Folterknechten, Mitläufern und Rebellen, Nomaden und Nesthockern; nur in Josef Škvoreckýs skeptischheiteren ‚Romanimprovisationen‘ (seine Definition) kristallisiert die bittere Erfahrung eines Lebens zur böhmischen Chronik der zweiten Hälfte dieses Jahrhunderts.“
Jana Halamickova stellte 2006 im Südwestrundfunk fest, dass Škvoreckýs Romane in über zwanzig Sprachen übersetzt und mit zahlreichen Literaturpreisen ausgezeichnet worden seien. In Deutschland sei seine Rezeption indessen zu kurz gekommen. Das sei erstaunlich, sei doch seine Prosa mit Ironie, Witz und Humor gewürzt, spannend, unterhaltsam und leicht zu lesen.  Seine Geburtsstadt Náchod – Vorbild für das literarische Kostelec – habe ihn inzwischen mit einem Museum geehrt. Jedes Jahr im Mai finde in dem Städtchen eine Woche lang ein Škvorecký-Festival statt. Der Autor denke jedoch nicht an eine Rückkehr in sein Geburtsland. Sein Alter Ego, Danny Smiřický, gebe sich darüber im Roman Der Seeleningenieur Rechenschaft ab: „Jede Rückkehr ist nur eine Illusion. Man kann nicht zweimal in denselben Fluss steigen. Weil ich es weiß, leide ich nicht unter Nostalgie. Ich kehre allerdings immer wieder zurück. Nach Kostelec. Doch auf eine Art, in der ich von Kanada genauso gut wie von Prag zurückkehren kann. In Kanada bin ich umgeben von allerlei Komfort, in der Sicherheit einer dekadenten, nicht polizeistaatlichen Demokratie. Beim Einschlafen wird mir bewusst: Wie wunderschön ist das Leben, wenn alles seinen Sinn verliert, und wenn man anfängt, nur für das Leben zu leben“ (im Roman S. 713).

## Ausgaben
- Josef Škovorecký: Přiběn inženýra lidských duši (Spisy; Bd. 16). Prag 1998, ISBN 80-237-3547-0.
- Josef Škovorecký: Der Seeleningenieur. Amüsantes zu den alten Themen des Lebens; Frauen, Schicksal, Träume, Arbeiterklasse, Spitzel, Liebe und Tod. („Přiběn inženýra lidských duši“). Deuticke Verlag, Wien 1998, ISBN 3-216-30397-7 (übersetzt vom Marcela Euler).
- Josef Škovorecký: Der Seeleningenieur. Ein Roman über Frauen, Liebe, Tod und Spitzel („Přiběn inženýra lidských duši“). Piper Taschenbuchverlag, München 2000, ISBN 3-492-23013-X (übersetzt von Marcela Euler).

## Auszeichnungen
1985 verlieh ihm die Stadt Toronto den Toronto Book Awards für seine englische Fassung von Der Seeleningenieur.